# Andrew Fowler
Andrew Fowler (* 9. Dezember 1995) ist ein guyanischer Schwimmer.

## Karriere
Fowler nahm 2021 an den Olympischen Spielen in Tokio teil. Dort war er einer der beiden Fahnenträger Guyanas. Im Wettbewerb über 100 m Freistil erreichte er Rang 67 von 70.